# Belize op de Gemenebestspelen

Vlag van Belize

Belize is een van de landen die deelneemt aan de Gemenebestspelen (of Commonwealth Games). Sinds 1962 heeft Belize elfmaal deelgenomen. In totaal over deze elf edities won Belize nog geen enkele medaille.

## Medailles
| Belize op de Gemenebestspelen | Belize op de Gemenebestspelen | Belize op de Gemenebestspelen | Belize op de Gemenebestspelen | Belize op de Gemenebestspelen | Belize op de Gemenebestspelen |
| ----------------------------- | ----------------------------- | ----------------------------- | ----------------------------- | ----------------------------- | ----------------------------- |
| Jaar                          | Goud                          | Zilver                        | Brons                         | Totaal                        | Rang                          |
| 1962                          | -                             | -                             | -                             | -                             | /                             |
| 1966                          | -                             | -                             | -                             | -                             | /                             |
| 1978                          | -                             | -                             | -                             | -                             | /                             |
| 1994                          | -                             | -                             | -                             | -                             | /                             |
| 1998                          | -                             | -                             | -                             | -                             | /                             |
| 2002                          | -                             | -                             | -                             | -                             | /                             |
| 2006                          | -                             | -                             | -                             | -                             | /                             |
| 2010                          | -                             | -                             | -                             | -                             | /                             |
| 2014                          | -                             | -                             | -                             | -                             | /                             |
| 2018                          | -                             | -                             | -                             | -                             | /                             |
| 2022                          | -                             | -                             | -                             | -                             | /                             |